# Familia Haller

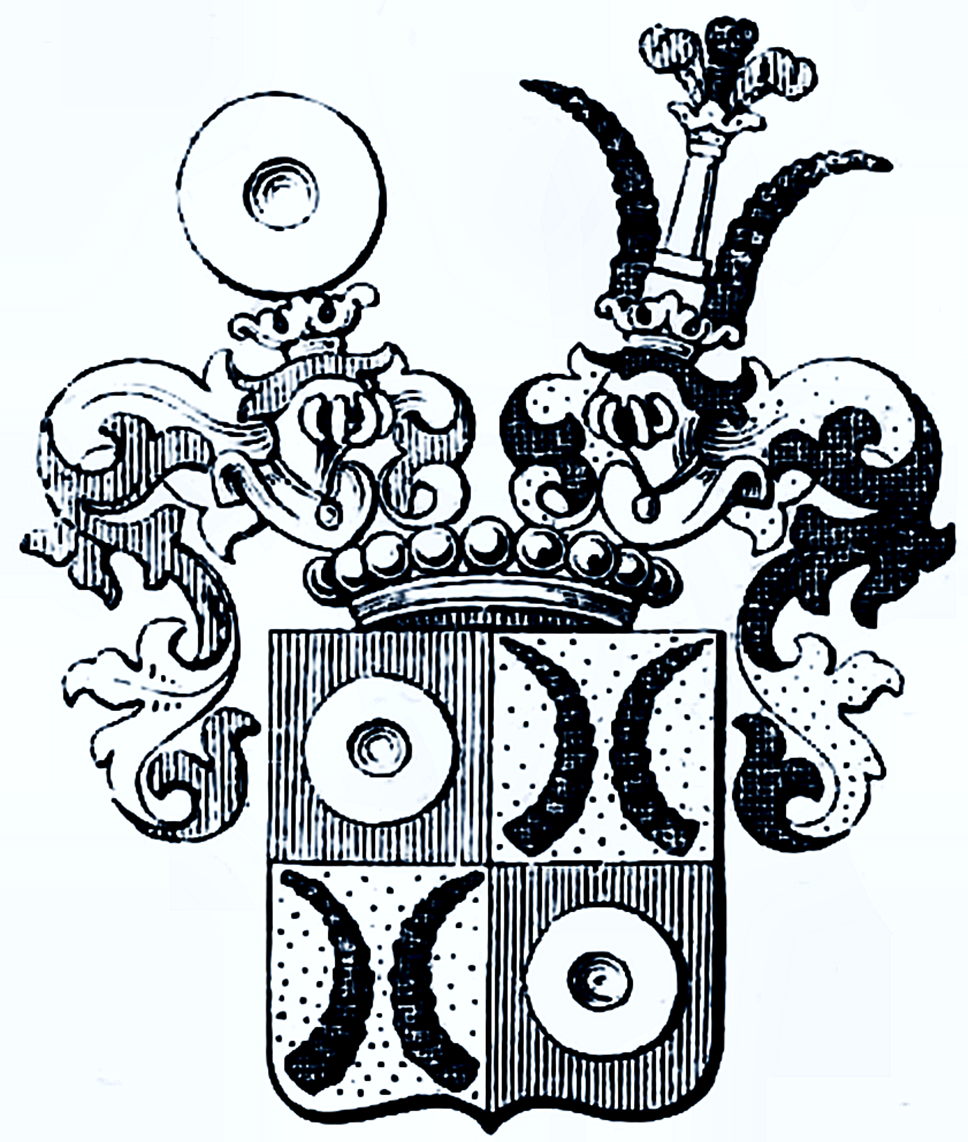
Blazonul liniei din Transilvania

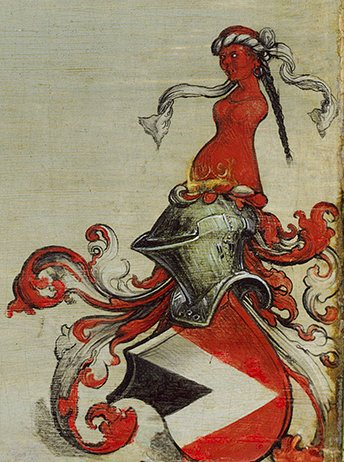
Albrecht Dürer, blazonul familiei Haller din Franconia

Familia Haller este o familie nobiliară originară din Nürnberg. Ramura din Transilvania a familiei datează din secolul al XV-lea.
Familia Haller a jucat un rol însemnat în istoria Europei Centrale, din rândurile ei provenind mai mulți guvernatori ai Transilvaniei, bani ai Croației, medici, arhitecți, călugări etc.

## Personalități
- Franz Haller⁠(en)[traduceți] (1796-1875), ban al Croației
- baronul János Haller⁠(hu)[traduceți] (1626-1697), scriitor, politician, ișpanul comitatului Turda, soțul doamnei Katalin Kornis de Gönczruszka
- contele István Haller (1657-1710), gubernatorul Principatului Transilvaniei, fiul baronului János Haller⁠(hu)[traduceți] și Katalin Kornis